# Zaarderheiken
Zaarderheiken is een veldnaam binnen de gemeente Venlo, in de Nederlandse provincie Limburg.
De aanduiding zaar verwijst naar zegge en een heiken is een heidegebied. Het gebied ligt bij buurtschap De Zaar en wordt sinds 1973 grotendeels ingenomen door Knooppunt Zaarderheiken.